# Henryk Kon (kompozytor)
Henryk Kon, także Henoch Kon, Henoch Kohn (ur. 9 sierpnia 1890 w Łodzi, zm. 20 kwietnia 1972 w Nowym Jorku) – polski kompozytor żydowskiego pochodzenia.

## Życiorys
Urodził się w rodzinie chasydzkiej. Ukończył Wyższą Szkołę Muzyczną w Berlinie. W 1912 roku wrócił do Polski i związał się z żydowskim środowiskiem artystyczno-kulturalnym Warszawy. Pracował jako kierownik muzyczny i kompozytor dla teatrów żydowskich, m.in. Warszewer Jidiszer Kunst-Teater, Chad Gadjo, teatru Ararat, teatru Azazel oraz Jung Teater. Następnie współpracował z żydowskimi teatrami w Łodzi.
W drugiej połowie lat 30. XX wieku skomponował muzykę do trzech polskich filmów fabularnych i jednego dokumentalno-fabularyzowanego w języku jidysz: Mir kumen on (1934), Al chet (1936), Dybuk (1937), Frejleche kabconim (1937). Jest autorem opery Dawid i Batszewa do libretta Mojżesza Brodersona (1924 – teatr Abrahama Kamińskiego) oraz autorem muzyki do ok. 40 sztuk teatralnych, m.in. Der Gojlem Halpera Lejwika, Shylocka według Williama Szekspira, Kidusz Ha-Szem Szaloma Asza, Cwej hundert tojznt Szolema Alejchema.
Tuż przed wybuchem II wojny światowej wyemigrował do Stanów Zjednoczonych, gdzie mieszkał do śmierci. Pracował m.in. dla Jidiszer Kunst Teater. Zmarł 20 kwietnia 1972 w Nowym Jorku.

## Muzyka filmowa
- 1936: Za grzechy
- 1936: Droga młodych
- 1937: Weseli biedacy
- 1937: Dybuk